# SV Limburgia in het seizoen 1954/55
Het seizoen 1954/1955 was het eerste jaar in het bestaan van de Brunssumse betaaldvoetbalclub Limburgia. De club kwam uit in de Eerste klasse C en eindigde daarin op de derde plaats, dit betekende dat de club in het nieuwe seizoen uitkwam op het hoogste voetbalniveau.

## Wedstrijdstatistieken

### Eerste klasse C(afgebroken)
|       | BVV   | EBOH  | Excelsior | Hermes DVS | Kerkrade | NAC | PSV | RBC   | Sittardia | VVV   | Willem II | Xerxes |
| ----- | ----- | ----- | --------- | ---------- | -------- | --- | --- | ----- | --------- | ----- | --------- | ------ |
| Thuis | 3 – 1 | –     | –         | 1 – 1      | –        | –   | –   | 3 – 0 | 0 – 0     | 3 – 1 | –         | –      |
| Uit   | –     | 2 – 0 | 2 – 0     | –          | 0 – 4    | –   | –   | –     | –         | –     | 2 – 0     | 2 – 1  |

### Eerste klasse C
|       | Alkmaar '54 | Blauw-Wit | EBOH  | Enschedese Boys | Feijenoord | GVAV  | Haarlem | Hermes DVS | N.E.C. | NOAD  | PSV   | Rapid JC | Vitesse |
| ----- | ----------- | --------- | ----- | --------------- | ---------- | ----- | ------- | ---------- | ------ | ----- | ----- | -------- | ------- |
| Thuis | 1 – 0       | 1 – 0     | 1 – 0 | 3 – 1           | 1 – 3      | 3 – 2 | 3 – 0   | 3 – 3      | 1 – 0  | 1 – 1 | 1 – 3 | 0 – 0    | 5 – 2   |
| Uit   | 1 – 0       | 2 – 5     | 3 – 3 | 2 – 3           | 1 – 1      | 1 – 0 | 0 – 4   | 1 – 3      | 1 – 2  | 0 – 4 | 3 – 2 | 2 – 2    | 1 – 0   |

## Statistieken Limburgia 1954/1955

### Eindstand Limburgia in de Nederlandse Eerste klasse C 1954 / 1955
| Stand | Gespeeld | Gewonnen | Gelijk | Verloren | Punten | Doelpunten voor | Doelpunten tegen |
| ----- | -------- | -------- | ------ | -------- | ------ | --------------- | ---------------- |
| 3e    | 26       | 14       | 6      | 6        | 34     | 53              | 33               |

### Eindstand Limburgia in de Nederlandse Eerste klasse C 1954 / 1955 (afgebroken)
| Stand | Gespeeld | Gewonnen | Gelijk | Verloren | Punten | Doelpunten voor | Doelpunten tegen |
| ----- | -------- | -------- | ------ | -------- | ------ | --------------- | ---------------- |
| e     | 10       | 4        | 2      | 4        | 10     | 15              | 11               |

### Topscorers
| #      | Naam             | Goal |
| ------ | ---------------- | ---- |
| 1.     | Loek Feijen      | 15   |
| 2.     | Jan Hoogen       | 13   |
| 3.     | Mathieu Spanjer  | 8    |
| 4.     | Nelis van Lubeck | 6    |
| 5.     | Jan Eggels       | 3    |
| 5.     | Sjra Jacobs      | 3    |
| 7.     | Piet Bruist      | 2    |
| 8.     | Leo Beerendonk   | 1    |
| 8.     | Frits Cox        | 1    |
| 8.     | Jacques Hovens   | 1    |
| Totaal | Totaal           | 53   |

| #      | Naam             | Goal |
| ------ | ---------------- | ---- |
| 1.     | Loek Feijen      | 6    |
| 2.     | Nelis van Lubeck | 3    |
| 3.     | Leo Beerendonk   | 2    |
| 3.     | Jan Hoogen       | 2    |
| 5.     | Leo Cox          | 1    |
| 5.     | Mathieu Spanjer  | 1    |
| Totaal | Totaal           | 15   |